# Witch Craft Works
Witch Craft Works (яп. ウィッチクラフトワークス Витти Курафуто Ва:кусу, Ведьмина магия в деле) — манга Рю Мидзунаги, выходящая в журнале good! Afternoon с 2011 года и двенадцатисерийный аниме-сериал, созданный студией J.C.Staff. Над сериалом работал режиссёр Цутому Мидзусима, автор оригинала / Сценарист: Рю Мидзунаги. Премьера состоялась 05.01.2014 в Японии.

## Сюжет
Хонока Такамия — обычный японский школьник, которому не повезло сидеть рядом с «принцессой» школы Аякой Кагари, всегда окруженной толпой агрессивных фанатов. Жизнь героя протекала своим чередом ровно до того момента, пока в один прекрасный день он не оказывается ввязанным в противостояние между двумя группировками ведьм, к одной из которых, как оказалось, и принадлежит Аяка.

## Главные персонажи
Хонока Такамия (яп. 多華宮 仄 Такамия Хонока)
Главный герой, Хонока является студентом второго курса средней школы. Однажды на него нападает группа под названием Ведьмы Башни, которая тайно делает попытки завладеть Такамией. Тем не менее, атака сорвана Аякой, которая, оказывается, уже давно защищает его. Но из-за нападения нет больше необходимости скрывать свою миссию, Аяка решает стать дружелюбнее с ним, хотя их отношения вызывают гнев многих одноклассников. Он чувствует необъяснимую связь, которая так и манит его к Аяке.
Аяка Кагари (яп. 火々里 綾火 Кагари Аяка)
Школьный кумир и дочь председателя, Аяка является красивой, умной и статной девушкой и стоит на голову выше Хоноки. Она одноклассница Хоноки, а также официальная «Принцесса» для всей школы, с властью над всем в школе. Никто не знает, что она «Огненная ведьма» (炎の魔女), которая способна манипулировать и контролировать огонь. Даже без магии она самоотверженный борец физически, из-за суровой подготовки своей матери. Её миссия заключается в защите Хоноки от ведьм Башни. Аяка уверена, что она и Хонока знали друг друга с детства, хотя её воспоминания с того времени не полные, скорее всего, уничтожены в результате использования магии.